# Liste bekannter Persönlichkeiten der Colgate University
Diese Liste gibt einen Überblick über bekannte Alumni, Professoren und Präsidenten, die mit der Colgate University verbunden sind. Die Jahreszahl hinter einem Namen bezieht sich normalerweise auf das Abschlussjahr. Die Liste erhebt keinen Anspruch auf Vollständigkeit.

## Alumni

### Kunst & Film
- John Marks (1931), Komponist von Rudolph the Red-Nosed Reindeer
- Charles Addams (1933), Cartoonist
- Martin Ransohoff (1949), Filmproduzent (Martin Ransohoff Productions)
- Mel Watkins (1962), Schriftsteller und Professor an der University of Toronto
- Andrew Hill (1970), Jazzpianist und -komponist
- Ed Werner (1971) und John Haney (1972), Miterfinder von Trivial Pursuit
- Francesca Zambello (1978), Kulturmanagerin, u. a. Preisträgerin des Helpmann Awards
- Joe Berlinger (1983), Dokumentarfilmproduzent (Blair Witch 2; Brother’s Keeper)
- Jeffrey Sharp (1989), Produzent (Boys Don’t Cry, You Can Count on Me, Der Beweis – Liebe zwischen Genie und Wahnsinn)
- Kevin Heffernan (1990), Schauspieler und Comedian (Super Troopers, Club Mad)
- Jay Chandrasekhar (1991), Regisseur (Super Troopers, Arrested Development, Club Mad)
- Ted Griffin (1993), Drehbuchautor (Ocean’s Eleven, Tricks)
- Gillian Vigman (1994), Comedian (Sons & Daughters, MADtv)
- Bob Balaban, Schauspieler, Regisseur und Filmproduzent

### Wirtschaft
- Cyrus Eaton (1941), Investment-Banker, Geschäftsmann und Philanthrop
- Armand Zildjian (1944), Gründer der Firma Avedis Zildjian Company
- Lawrence Bossidy (1957), ehm.  Vorstandsvorsitzender der Honeywell International
- Bruce Buck (1967), Vorsitzender des Chelsea Football Club
- Ben Cohen (1973), Gründer und Präsident von Ben & Jerry’s (ohne Abschluss)
- James Paul Manzi (1973), ehemaliger Vorstandsvorsitzender der Lotus Development Corporation

### Bildungswesen
- Mark Robbins, Dekan der Syracuse University (School of Architecture)
- Eugene Bewkes (1919), ehemaliger Präsident der St. Lawrence University
- Charles Franklin Phillips, (1931), Wirtschaftsprofessor an der Colgate, ehemaliger Präsident des Bates Colleges

### Juristen & Verwaltung
- William P. Rogers (1934), Minister unter zwei amerikanischen Präsidenten
- E. Virgil Conway (1951), ehemaliger Vorstandsvorsitzender der Metropolitan Transportation Authority in New York City
- Charles Evans Hughes (1884), von 1930 bis 1941 oberster Richter am U.S. Supreme Court

### Journalismus
- Jack Belden (1932), Kriegs-Korrespondent, Autor für Life, Time
- Andy Rooney (1942), 60 Minutes Kommentator, Kolumnist
- Thomas A. Dine (1962), ehemaliger Präsident von Radio Free Europe
- Bud Hedinger (1969), Talkradio Moderator
- Howard Fineman (1970), Chef-Korrespondent der Newsweek
- Michael R. Gordon  (1972), Chef-Militär-Korrespondent, Bestseller Autor, Journalist der New York Times
- Michael Hiltzik (1973), Journalist und Pulitzer-Preis Gewinner der Los Angeles Times
- Brian Rooney (1974), ABC News Korrespondent
- Gloria Borger (1974), Korrespondent für U.S. News & World Report, CBS Corporation, Washington Week
- Jeff Fager (1977), Executive Producer für 60 Minutes
- Chris Hedges (1979), Kriegs-Korrespondent der New York Times
- Bob Woodruff (1983), ABC News Auslands-Korrespondent
- Monica Crowley (1990), Biograf von Richard Nixon; Politischer Analyst für FOX

### Autoren
- Frederick Busch (1967), Autor, Professor für Literatur der Colgate von 1976 bis 2003
- Kim Edwards (1981), Romanautor
- Philip Beard (1985), Romanautor
- John McGahern, Romanautor, Professor für Englisch der Colgate 1981–2006

### Forschung & Medizin
- Oswald Avery (1900), kanadischer Mediziner
- H. Guyford Stever (1938), ehemaliger Vorsitzender der National Science Foundation
- Martin Dudziak (1971), Vorstandsvorsitzender der TETRAD Technologies Group

### Sport
- Dan Fortmann (1936), American-Football-Spieler der Chicago Bears, Mitglied in der Pro Football Hall of Fame
- Ernest Vandeweghe (1949), ehemaliger Spieler der New York Knicks und Arzt der Los Angeles Lakers
- Ken Schanzer (1966), Präsident von NBC Sports
- Mike Milbury (1970), ehemaliger Defensivspieler der Boston Bruins, ehemaliger Coach für Boston und die New York Islanders, ehemaliger General Manager der Islanders, TV Sport-Analyst for ESPN, NBC, TSN und NESN
- Mark van Eeghen (1974), ehemaliger Runningback der Oakland Raiders
- Mark Murphy (1977), ehemaliger Safety der Washington Redskins, ehemaliger Sportdirektor der Colgate und der Northwestern University, Präsident der Green Bay Packers
- Rich Erenberg (1984), ehemaliger Runningback der Pittsburgh Steelers
- Eugene Robinson (1985), ehemaliger Safety der Carolina Panthers, der Atlanta Falcons, der Green Bay Packers und der Seattle Seahawks
- Tom Burgess (1986), ehemaliger Quarterback der Ottawa Rough Riders und der Winnipeg Blue Bombers, Most Valuable Player des 1990er Grey Cup
- Kenny Gamble (1988), ehemaliger Runningback der Kansas City Chiefs, Co-Sport-Direktor der Colgate
- Clarence Horning (1916), American-Football-Spieler, gewählt zum All-American im Jahr 1916
- Greg Manusky (1988), ehemaliger Linebacker der Washington Redskins, der Minnesota Vikings und der Kansas City Chiefs, heute Defensive-Koordinator der San Francisco 49ers
- Steve Poapst (1991), ehemaliger Defensivspieler der Chicago Blackhawks
- Bruce Gardiner (1994), ehemaliger Forward der St. Louis Blues, der Ottawa Senators, der Tampa Bay Lightnings, der Columbus Blue Jackets und der New Jersey Devils
- Jamal Patterson (1997), professioneller Mixed Martial Arts Sportler
- Adonal Foyel (1998), Center-Spieler der Orlando Magic
- Andy McDonald (2000), Center-Spieler der St. Louis Blues
- Cory Murphy (2001), Defensivspieler der Florida Panthers
- Jamaal Branch (2005), Runningback der New Orleans Saints, 2003 Gewinner des Walter Payton Award der Division I-AA
- Joey Mormina (2005), Defensivspieler der Carolina Hurricanes
- Terry Slater, Trainer der Eishockeymannschaft von 1977 bis 1991

## Professoren
- Peter Balakian, armenisch-amerikanischer Schriftsteller und Wissenschaftler
- Anthony Aveni, Professor für Astronomie und Anthropologie, einer der Begründer der Archäoastronomie

## Liste der Präsidenten
- Nathaniel Kendrick (1836–1848)
- Stephen William Taylor (1851–1856)
- George Washington Eaton (1856–1868)
- Ebenezer Dodge (1868–1890)
- George William Smith (1895–1897)
- George Edmands Merrill (1899–1908)
- Elmer Burritt Bryan (1909–1921)
- George Barton Cutten (1922–1942)
- Everett Needham Case (1942–1962)
- Vincent MacDowell Barnett, Jr. (1963–1969)
- Thomas A. Bartlett (1969–1977)
- George D. Langdon, Jr. (1978–1988)
- Neil R. Grabois (1988–1999)
- Charles Karelis (1999–2001)
- Rebecca Chopp (seit 2002–2009)